# درخش قلاب

درخش قلاب دستی برای فعال‌کردن سوئیچینگ مکالمه روی تلفن رومیزی آلمان (مدل FeTAp 711).

درخش قلاب یا درخش هوک یا درخش (به انگلیسی: Hook flash) (که در انگلیس به آن «بازخوان» می‌گویند) دکمه‌زدن روی تلفن است که به سرعت قطع‌کردن تلفن و سپس برداشتن مجدد (چرخه سریع قلاب-قطع/قلاب-وصل/قلاب-قطع) را تشبیه می‌کند. در ابتدایی‌ترین سطح، استفاده از این فقط تماس فعلی را قطع می‌کند و یک بوق آزاد برای تماس جدید را آغاز می‌کند. با این حال، در خطوط تلفن با سرویس‌های ویژه، این عمل برای سیگنال‌دهی تبادل تلفن برای انجام کاری استفاده می‌شود. استفاده متداول از درخش قلاب برای اقدامات خاص، سوئیچ تماس تلفنی دیگر با سرویس انتظار مکالمه است. کاربرد دیگر نشان دادن درخواست برای کنفرانس صوتی است، به عنوان مثال، یک کاربر ممکن است از روشی مانند روش زیر برای شروع تماس سه-طرفه استفاده کند:
1. گوشی تلفن را بردارید (باعث می‌شود خط قلاب-قطع شود).
2. بوق آزاد را بشنود
3. شماره اول را بگیرد و به طرف اول سلام کند
4. دکمه را درخش قلاب (خیلی‌سریع) فشاردهد (یا به سرعت روی سنسور قلاب-وصل روی تلفن ضربه بزند)
5. بوق آزاد مکرر را بشنود (یک سری بوق و به دنبال آن یک بوق آزاد دیگر)
6. شماره دوم را بگیرد و به طرف دوم سلام کند
7. دوباره دکمه را درخش قلاب فشار دهد.

در تلفن‌های عمومی، این عملکرد معمولاً با یک دکمه با عنوان «تماس پیگیری» ارائه می‌شود که عمدتاً برای درخواست یک بوق آزاد دیگر پس از اتمام تماس استفاده می‌شود. این امکان را می‌دهد که اعتبار باقیمانده در تماس دیگری استفاده شود زیرا تلفن‌های عمومی معمولاً تغییرات را برنمی‌گردانند. با تلفن‌های عمومی که این دکمه را ندارند، درخش‌کردن و قلاب-قطع کردن سریع گوشی نیز همان عملکرد را انجام می‌دهد.